# Cimetière juif de Bad Neuenahr
Le cimetière juif de Bad Neuenahr est un cimetière juif bien conservé dans la ville allemande de Bad Neuenahr-Ahrweiler (Lerchenweg), en Rhénanie-Palatinat. C'est un monument culturel protégé.
On y trouve 42 pierres tombales de personnes décédées depuis 1900 jusqu'à 1953. Il s'étend sur 7,19 ares.
La maison pour la Tahara fut construit en 1908. 

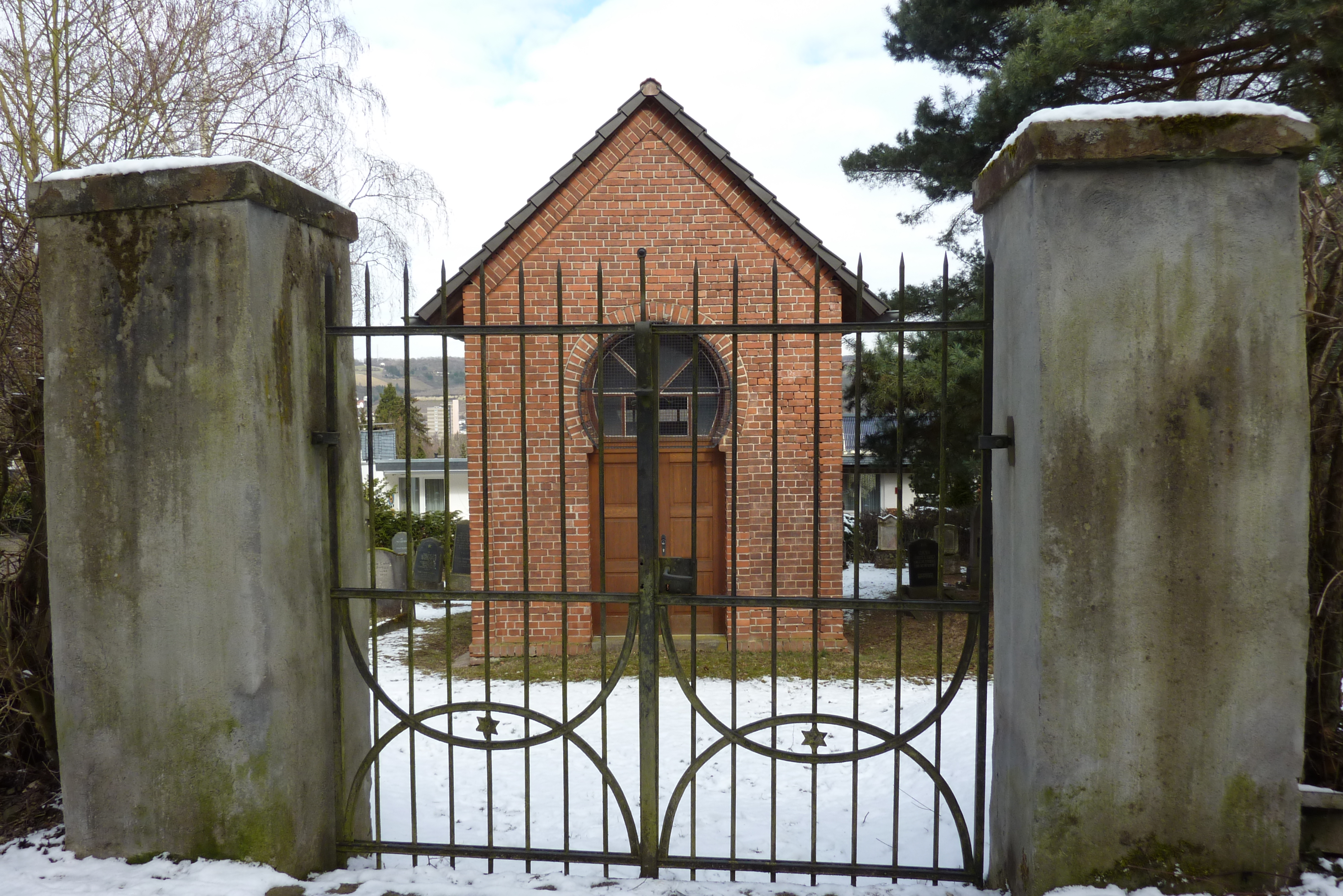
Porte et maison pour la Tahara
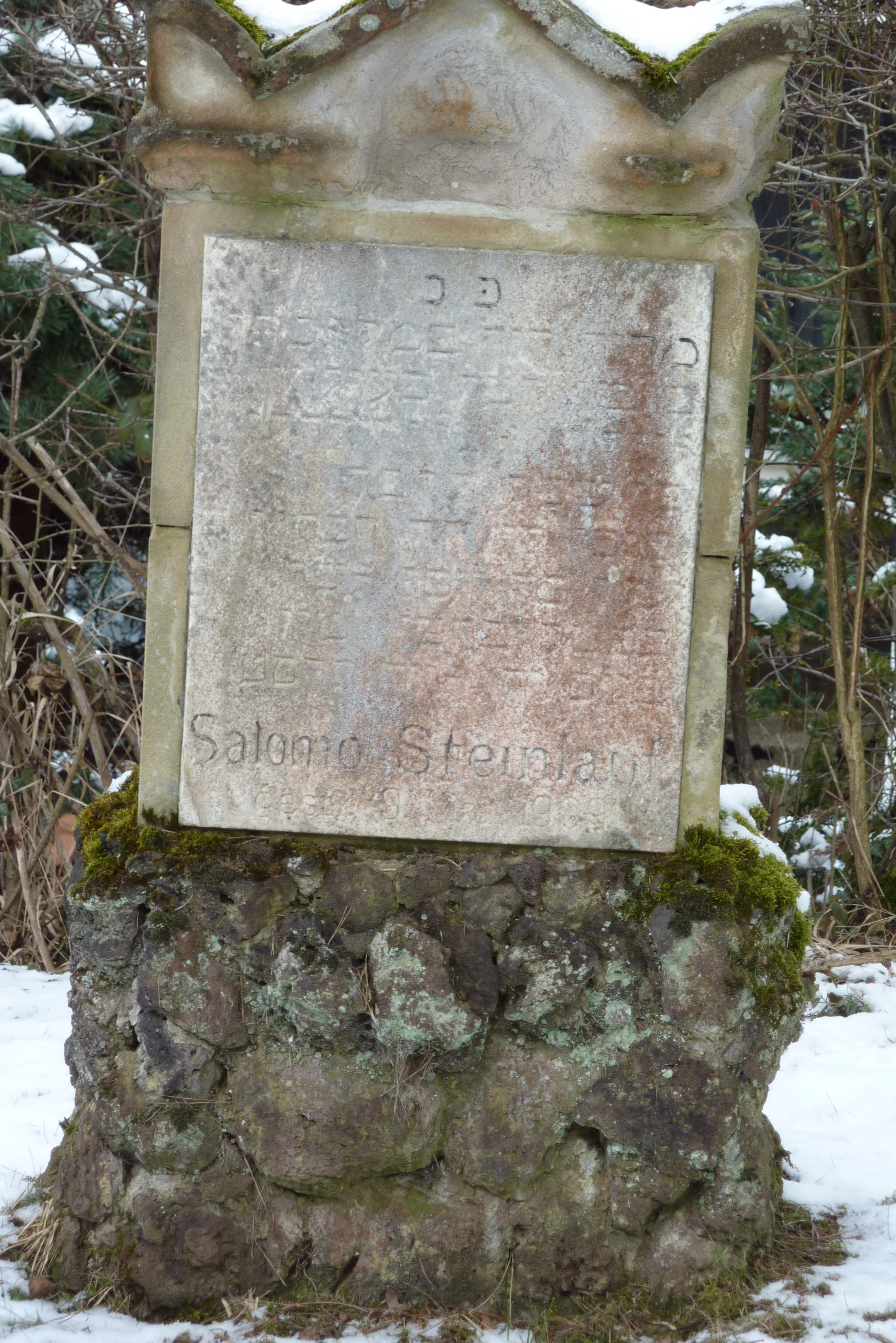
Pierre tombale
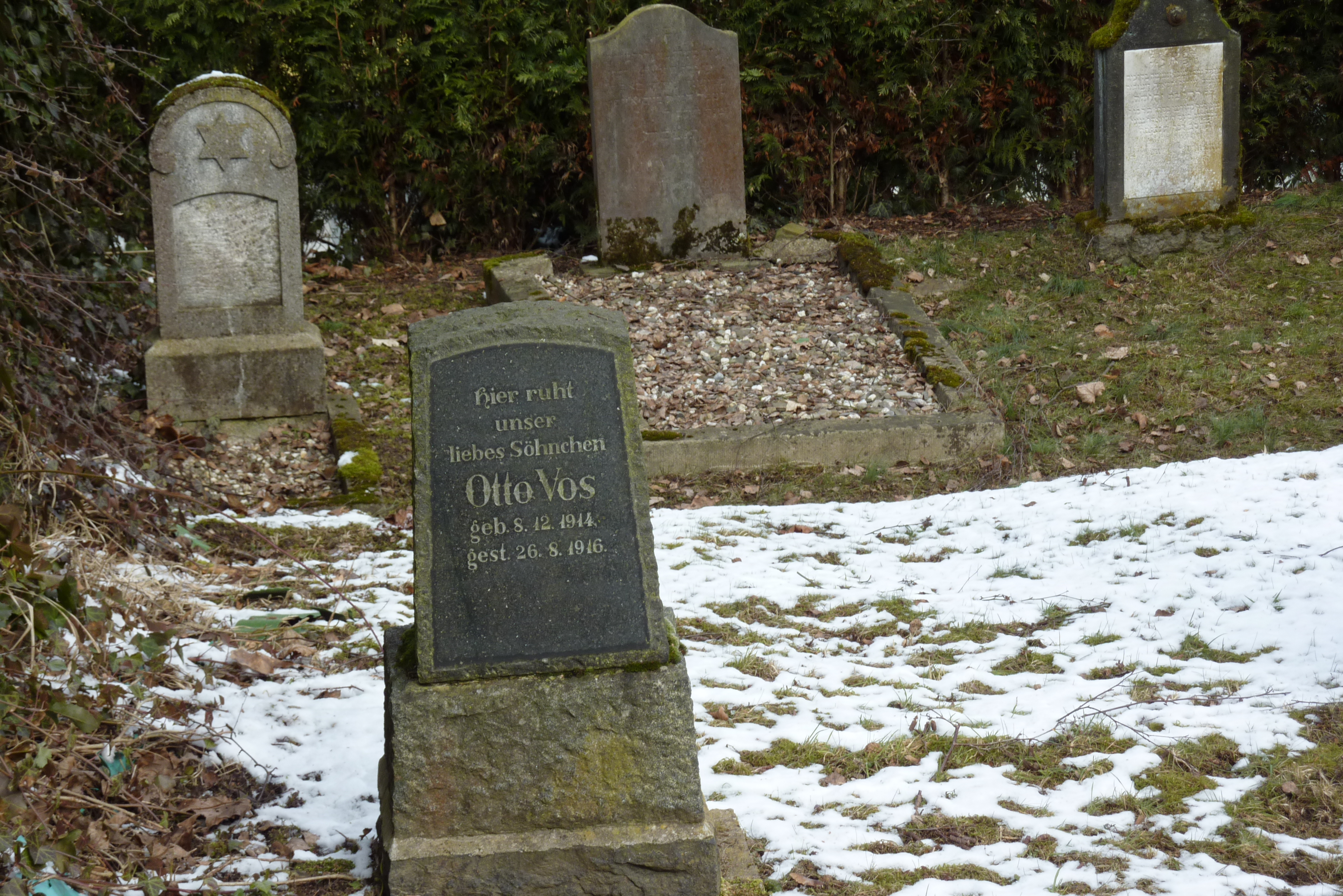
Pierres tombales